# Kårtäkt
Kårtäkt är en småort i Sundborns socken i Falu kommun, Dalarnas län.